# Malene Degn
Malene Fredlund Degn (født 2. december 1996 i Virum) er en cykelrytter fra Danmark, der senest kørte mountainbike for Lapierre Mavic Unity. Hun blev danmarksmester i XCO mountainbike i 2019, og har vundet sølvmedaljer fem gange. I 2017 og 2018 vandt hun DM i cykelcross.

## Udmærkelser
- Årets Talent i dansk cykelsport (2013)[7]